# Гернес, Мориц (палеонтолог)
Мориц Гернес (Гёрнес, Хёрнес, нем. Moriz Hoernes ; 14 июля 1815, Вена — 4 ноября 1868, там же) — австрийский геолог и палеонтолог. Горный инженер. Доктор философии.

## Биография
Изучал естественные науки в Венском университете. С 1837 года работал ассистентом минералогического отдела Венского музея естествознания.
Был деканом факультета искусств Венского университета. Куратор Императорского минералогического кабинета в Вене.
В 1865 году избран действительным членом Австрийской императорской академии наук.
Отец известного археолога и историка Морица Гернеса и геолога и палеонтолога Рудольфа Гернеса.

## Научная деятельность
Известен исследованиями моллюсков кайнозойской эры Венского бассейна и альпийских регионов. Большинство из его работ были опубликованы в «Jahrbuch der K. K. geol. Reicksanstait».
В 1853 году предложил научный термин «неогеновая система (период)» или неоген.

## Память
В 1895 году Вильгельм Гайдингер в честь Морица Гернеса-отца назвал открытый им редкий минерал — Гёрнесит.